# Steyrtalbahn
| Zwei Loks der Reihe 298 verschieben in Garsten, 1977 |                         |                             |                             |
| Streckenlänge: | 39,8 km                 |                             |                             |
| Spurweite: | 760 mm (Bosnische Spur) |                             |                             |
| Minimaler Radius: | 60 m                    |                             |                             |
| |                         |                             |                             |
| \| \| 0,0 \| Garsten \| Garsten \| \| \| 1,2 \| Sarning \| Sarning \| \| \| 2,7 \| Steyr Lokalbahnhof \| Steyr Lokalbahnhof \| \| \| 3,7 \| Unterhimmel-Christkindl \| Unterhimmel-Christkindl \| \| \| 5,2 \| Rosenegg \| Rosenegg \| \| \| 6,7 \| Pergern \| Pergern \| \| \| 0,0 \| ehem. Abzweig nach Bad Hall \| ehem. Abzweig nach Bad Hall \| \| \| \| Steyr \| \| \| \| 2,1 \| Sierninghofen \| Sierninghofen \| \| \| 3,1 \| Wahlmühle \| Wahlmühle \| \| \| 4,8 \| Sierning \| Sierning \| \| \| 6,9 \| Oberwallern \| Oberwallern \| \| \| 9,5 \| Steinersdorf \| Steinersdorf \| \| \| 11,1 \| Waldneukirchen-Adlwang \| Waldneukirchen-Adlwang \| \| \| 12,6 \| Sankt Blasien (Mangstmühle) \| Sankt Blasien (Mangstmühle) \| \| \| 13,8 \| Kammerhub \| Kammerhub \| \| \| 15,4 \| Bad Hall \| Bad Hall \| \| \| \| \| \| \| \| 9,3 \| Neuzeug \| Neuzeug \| \| \| 10,5 \| Letten \| Letten \| \| \| 12,1 \| Aschach an der Steyr \| Aschach an der Steyr \| \| \| 14,4 \| Sommerhubermühle \| Sommerhubermühle \| \| \| \| Steyr \| \| \| \| 17,9 \| Waldneukirchen \| Waldneukirchen \| \| \| 19,2 \| Grünburg \| Grünburg \| \| \| 22,2 \| Unterhaus \| Unterhaus \| \| \| 22,9 \| Haunoldmühle \| Haunoldmühle \| \| \| 28,1 \| Leonstein \| Leonstein \| \| \| 30,2 \| Molln \| Molln \| \| \| 31,7 \| Agonitz \| Agonitz \| \| \| 34,3 \| Steyrdurchbruch \| Steyrdurchbruch \| \| \| 36,8 \| Frauenstein \| Frauenstein \| \| \| 39,8 \| Klaus \| Klaus \| |                         |                             |                             |
| Kopfbahnhof Streckenanfang (Strecke außer Betrieb) | 0,0                     | Garsten                     | Garsten                     |
| Haltepunkt / Haltestelle (Strecke außer Betrieb) | 1,2                     | Sarning                     | Sarning                     |
| Kopfbahnhof Strecke bis hier außer Betrieb | 2,7                     | Steyr Lokalbahnhof          | Steyr Lokalbahnhof          |
| Haltepunkt / Haltestelle | 3,7                     | Unterhimmel-Christkindl     | Unterhimmel-Christkindl     |
| Haltepunkt / Haltestelle | 5,2                     | Rosenegg                    | Rosenegg                    |
| Bahnhof | 6,7                     | Pergern                     | Pergern                     |
| Verschwenkung von links (Strecke außer Betrieb) · Verschwenkung von rechts | 0,0                     | ehem. Abzweig nach Bad Hall | ehem. Abzweig nach Bad Hall |
| Brücke über Wasserlauf (Strecke außer Betrieb) · Strecke |                         | Steyr                       | Steyr                       |
| Bahnhof (Strecke außer Betrieb) · Strecke | 2,1                     | Sierninghofen               | Sierninghofen               |
| Haltepunkt / Haltestelle (Strecke außer Betrieb) · Strecke | 3,1                     | Wahlmühle                   | Wahlmühle                   |
| Bahnhof (Strecke außer Betrieb) · Strecke | 4,8                     | Sierning                    | Sierning                    |
| Haltepunkt / Haltestelle (Strecke außer Betrieb) · Strecke | 6,9                     | Oberwallern                 | Oberwallern                 |
| Haltepunkt / Haltestelle (Strecke außer Betrieb) · Strecke | 9,5                     | Steinersdorf                | Steinersdorf                |
| Bahnhof (Strecke außer Betrieb) · Strecke | 11,1                    | Waldneukirchen-Adlwang      | Waldneukirchen-Adlwang      |
| Haltepunkt / Haltestelle (Strecke außer Betrieb) · Strecke | 12,6                    | Sankt Blasien (Mangstmühle) | Sankt Blasien (Mangstmühle) |
| Haltepunkt / Haltestelle (Strecke außer Betrieb) · Strecke | 13,8                    | Kammerhub                   | Kammerhub                   |
| Kopfbahnhof Streckenende (Strecke außer Betrieb) · Strecke | 15,4                    | Bad Hall                    | Bad Hall                    |
| Verschwenkung nach rechts |                         |                             |                             |
| Haltepunkt / Haltestelle | 9,3                     | Neuzeug                     | Neuzeug                     |
| Haltepunkt / Haltestelle | 10,5                    | Letten                      | Letten                      |
| Bahnhof | 12,1                    | Aschach an der Steyr        | Aschach an der Steyr        |
| Haltepunkt / Haltestelle | 14,4                    | Sommerhubermühle            | Sommerhubermühle            |
| Brücke über Wasserlauf |                         | Steyr                       | Steyr                       |
| Haltepunkt / Haltestelle | 17,9                    | Waldneukirchen              | Waldneukirchen              |
| Kopfbahnhof Strecke ab hier außer Betrieb | 19,2                    | Grünburg                    | Grünburg                    |
| Bahnhof (Strecke außer Betrieb) | 22,2                    | Unterhaus                   | Unterhaus                   |
| Haltepunkt / Haltestelle (Strecke außer Betrieb) | 22,9                    | Haunoldmühle                | Haunoldmühle                |
| Bahnhof (Strecke außer Betrieb) | 28,1                    | Leonstein                   | Leonstein                   |
| Bahnhof (Strecke außer Betrieb) | 30,2                    | Molln                       | Molln                       |
| Haltepunkt / Haltestelle (Strecke außer Betrieb) | 31,7                    | Agonitz                     | Agonitz                     |
| Haltepunkt / Haltestelle (Strecke außer Betrieb) | 34,3                    | Steyrdurchbruch             | Steyrdurchbruch             |
| Haltepunkt / Haltestelle (Strecke außer Betrieb) | 36,8                    | Frauenstein                 | Frauenstein                 |
| Kopfbahnhof Streckenende (Strecke außer Betrieb) | 39,8                    | Klaus                       | Klaus                       |

Die Steyrtalbahn ist eine Schmalspurbahn in Bosnischer Spurweite (760 mm) in Oberösterreich und führte ursprünglich von Garsten über Grünburg und Molln nach Klaus mit einem Seitenflügel von Pergern über Sierning nach Bad Hall. Heute verkehrt sie nur noch auf der Teilstrecke von Steyr nach Grünburg als Museumsbahn an Wochenenden im Sommerhalbjahr, im Advent und um den Jahreswechsel (Stand 2024).
Da die Steyrtalbahn die erste Schmalspurbahn auf dem Gebiet des heutigen Österreichs in Bosnischer Spurweite war, kam ihr eine gewisse Pionierrolle zu. Die ursprünglich für diese Strecke entwickelten Lokomotiven stellten den Ursprung fast sämtlicher österreichischen Schmalspur-Lokomotiven dar.

## Geschichte

### Errichtung

Aktie der Steyrtalbahn von 1890

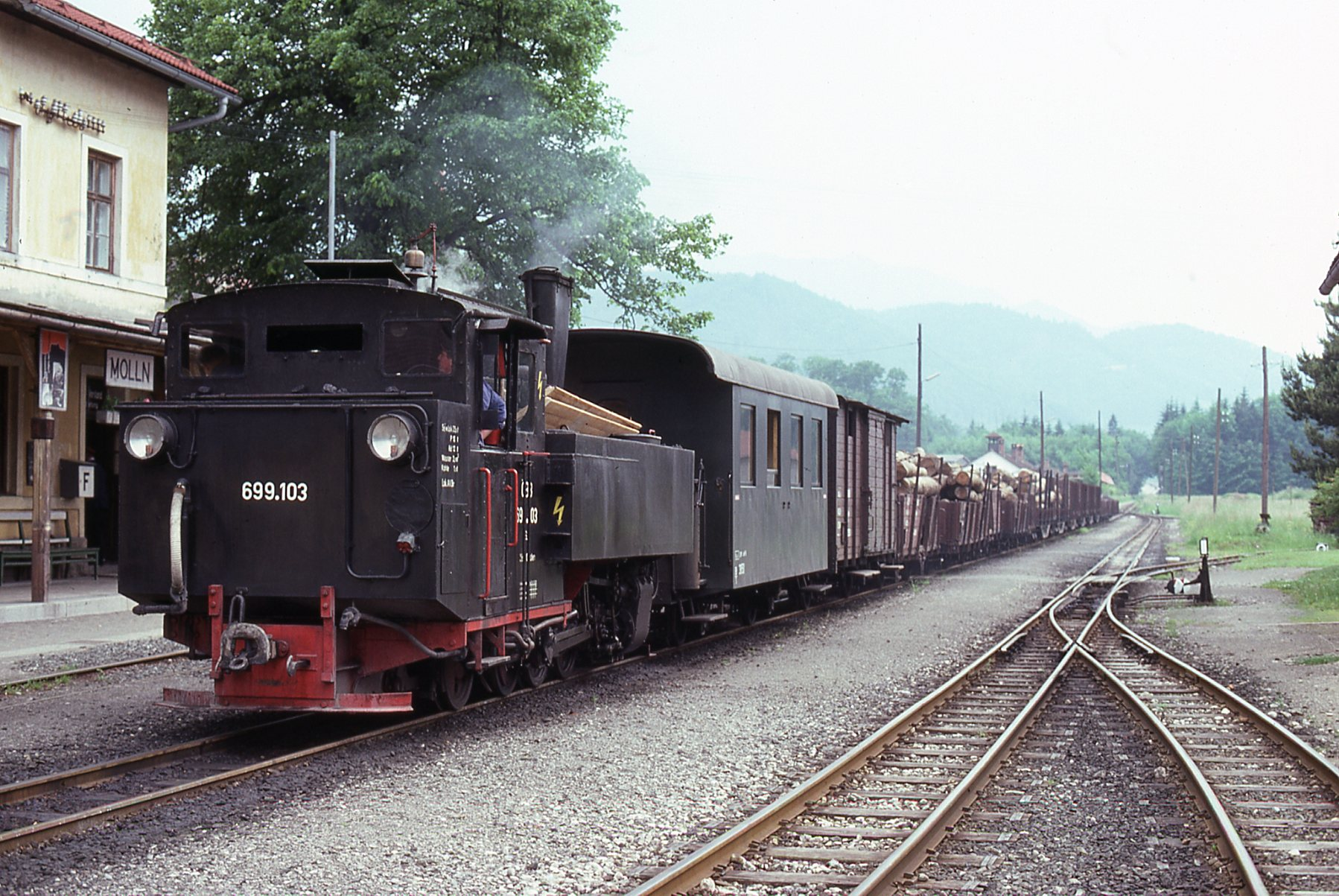
Güterzug im Bahnhof Molln, 1977

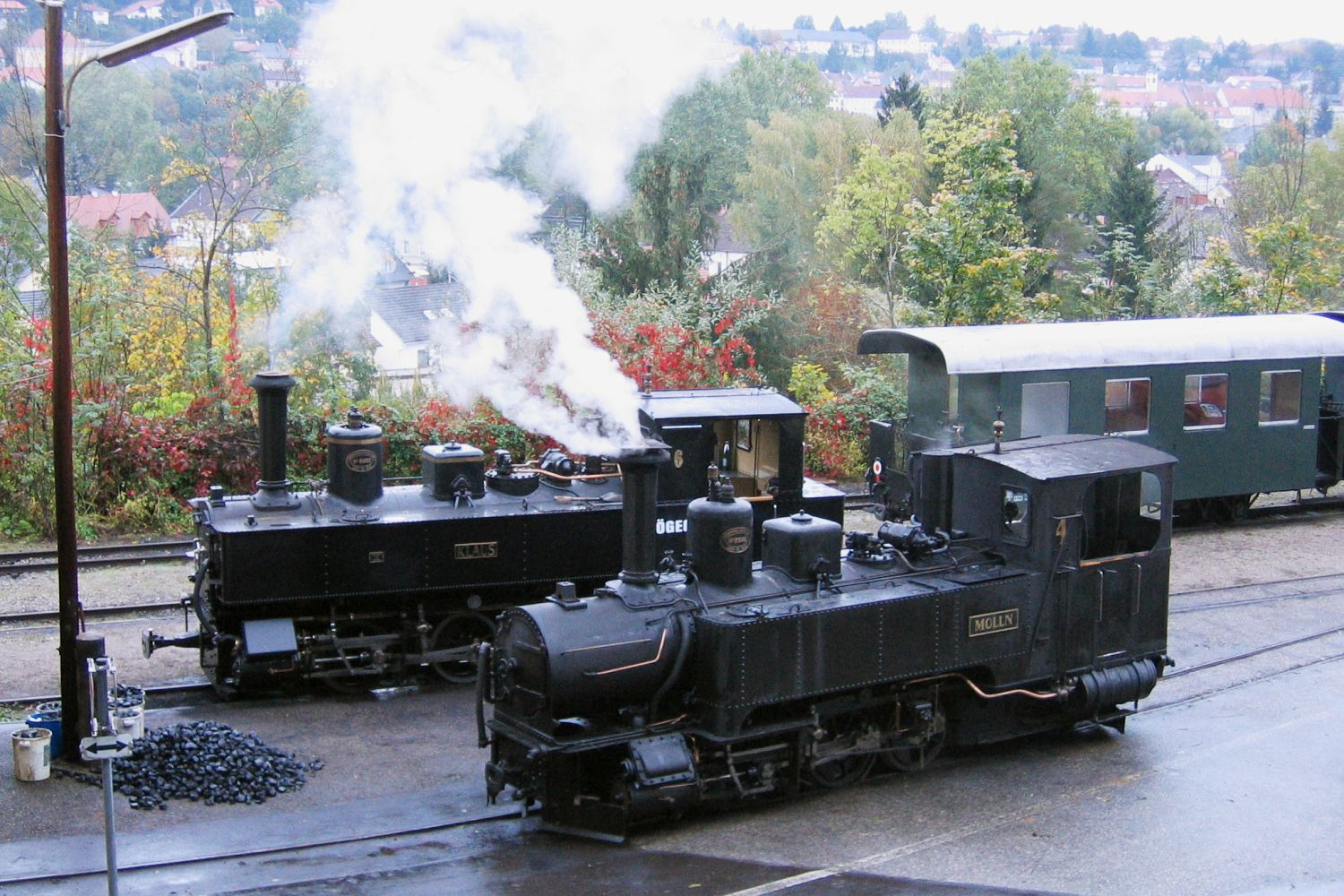
Steyrtalbahn-Loks 4 und 6 am Lokalbahnhof in Steyr

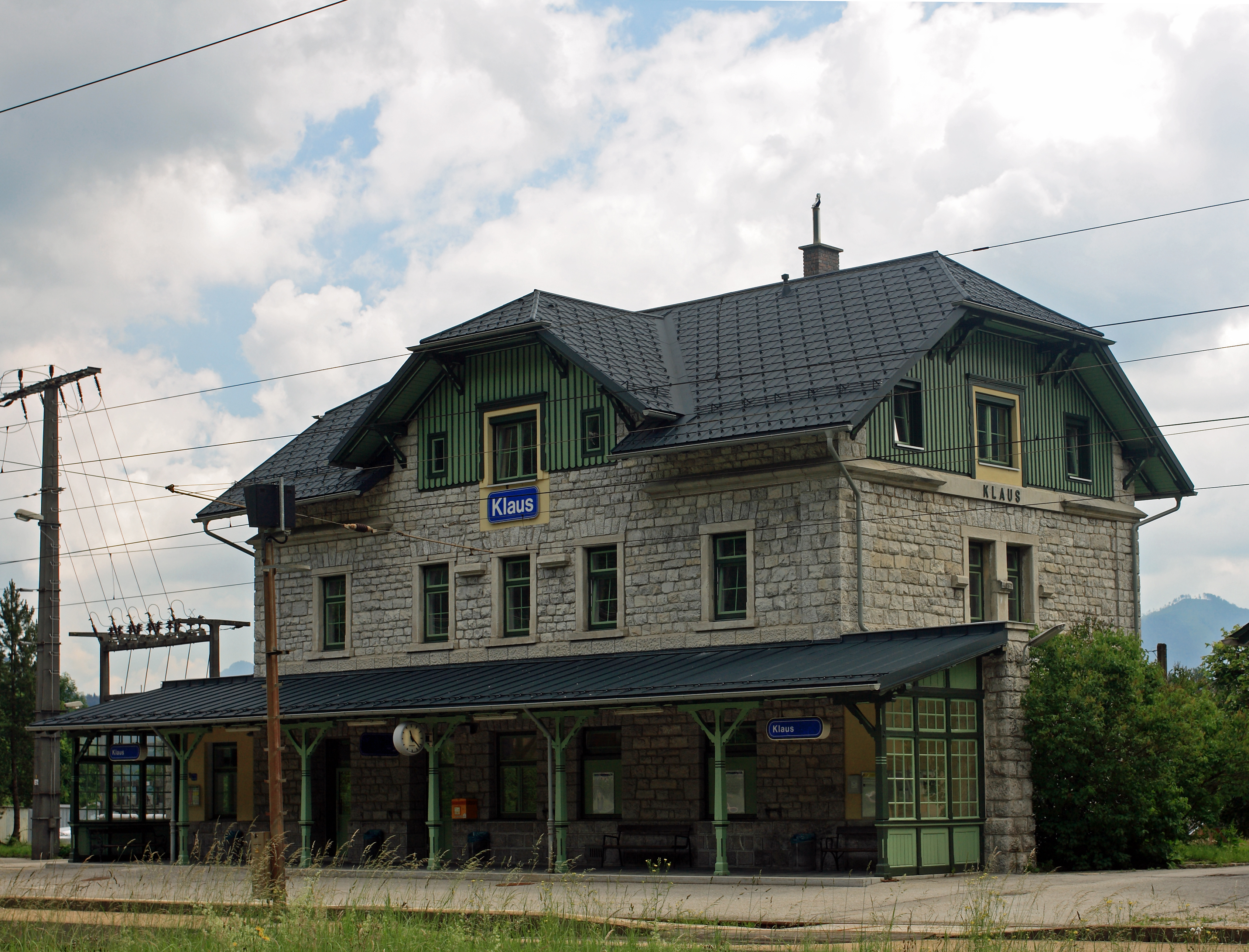
Der Bahnhof Klaus. Beim Bau der regelspurigen Kremstalbahn entstand auch das als Restaurant dienende ehemalige Heizhaus.

Die wirtschaftlichen Standbeine des Steyrtals waren die Forstwirtschaft und die Metallverarbeitung. Das Holz wurde per „Ladenkarl“ genannten Flößen und Holztrift auf der Steyr abtransportiert, was nur eine Verwendung als Bau- und Brennholz oder für die Holzkohle- oder Papiererzeugung zuließ. Der Straßentransport war zu teuer, erst der Bahntransport würde den Verkauf von Qualitätsholz zulassen.
1868 erhielt die Stadt Steyr durch die Rudolfsbahn Anschluss an das Eisenbahnnetz. 1887 erreichte die Kremstalbahn Bad Hall und Klaus. In der Folge entwickelte sich ein Interesse, das Tal der Steyr durch eine Nebenbahn zu erschließen. Zu den Proponenten das Bahnbaus zählte auch der Industrielle Josef Werndl, Gründer der Österreichischen Waffenfabrik, dessen Fabrik in Letten durch die Bahn Anschluss an die Rudolfsbahn bekommen sollte.
Im Jahr 1888, in dem zugunsten von Josef Ritter von Wenusch die Konzession für eine „als schmalspurige Localbahn auszuführende Locomotiveisenbahn von Steyr (Garsten) durch das Steyerthal bis Unter-Grünburg“ mit eventueller Fortsetzung bis Klaus ausgestellt wurde, erfolgte die den Bahnbau unmittelbar nach sich ziehende Gründung der Steyrtalbahn AG. Als Spurweite wurde erstmals im Gebiet des heutigen Österreichs die vorher in Bosnien mit Erfolg in großem Stil angewandte Bosnische Spurweite von 760 mm zum Einsatz. Diese bewährte sich so gut, dass das k.u.k Militär – auch in Hinblick auf einen Kriegsfall am Balkan – bei weiteren Schmalspur-Bahnbauten so gut wie ausschließlich diese Spurweite vorschrieb.
Am 19. August 1889 wurde die Strecke Garsten–Grünburg feierlich eröffnet, ein Jahr später, am 18. November 1890, die Verlängerung nach Agonitz. Gegen den Weiterbau bis Klaus gab es Widerstand von der Kremsthalbahn-Gesellschaft, die fürchtete, einen Teil des Verkehrs an die Steyrtalbahn zu verlieren. Also konzentrierte man sich bei der Steyrtalbahn vorerst auf den Bau der Flügelstrecke Pergern–Bad Hall, die am 1. Dezember 1891 (auf Basis der Konzessionsurkunde vom 21. September 1890) feierlich eröffnet wurde.
Die Steyrtalbahn begann von Anfang an im Bahnhof Garsten nächst dem Bahnhof Garsten der Normalspurstrecke. Zumindest bis 1891 befand sich der Betriebsmittelpunkt mit Heizhaus (heute ein Wohnhaus) und Werkstätte 2 km nördlich davon bei Streckenkilometer 2,7 am Bahnhof Steyrdorf, der erst ab 1928 als Steyr Lokalbahn bezeichnet wird. Weil hier Flächen zur Erweiterung fehlten, wurden 1891/1892 am Bahnhof Garsten der Steyrtalbahn Heizhaus und Werkstätte neu errichtet und hier der Betriebsmittelpunkt eingerichtet.
Nach der Verstaatlichung der Kremstalbahn (1902) wurde das Projekt der Verlängerung nach Klaus wieder aufgenommen. 1908 war Baubeginn, am 26. Oktober 1909 feierliche Eröffnung bei gleichzeitiger Betriebsfreigabe. Damit hatte das Netz der Steyrtalbahn seine größte Ausdehnung (55 Kilometer) erreicht.

### Entwicklung bis 1918

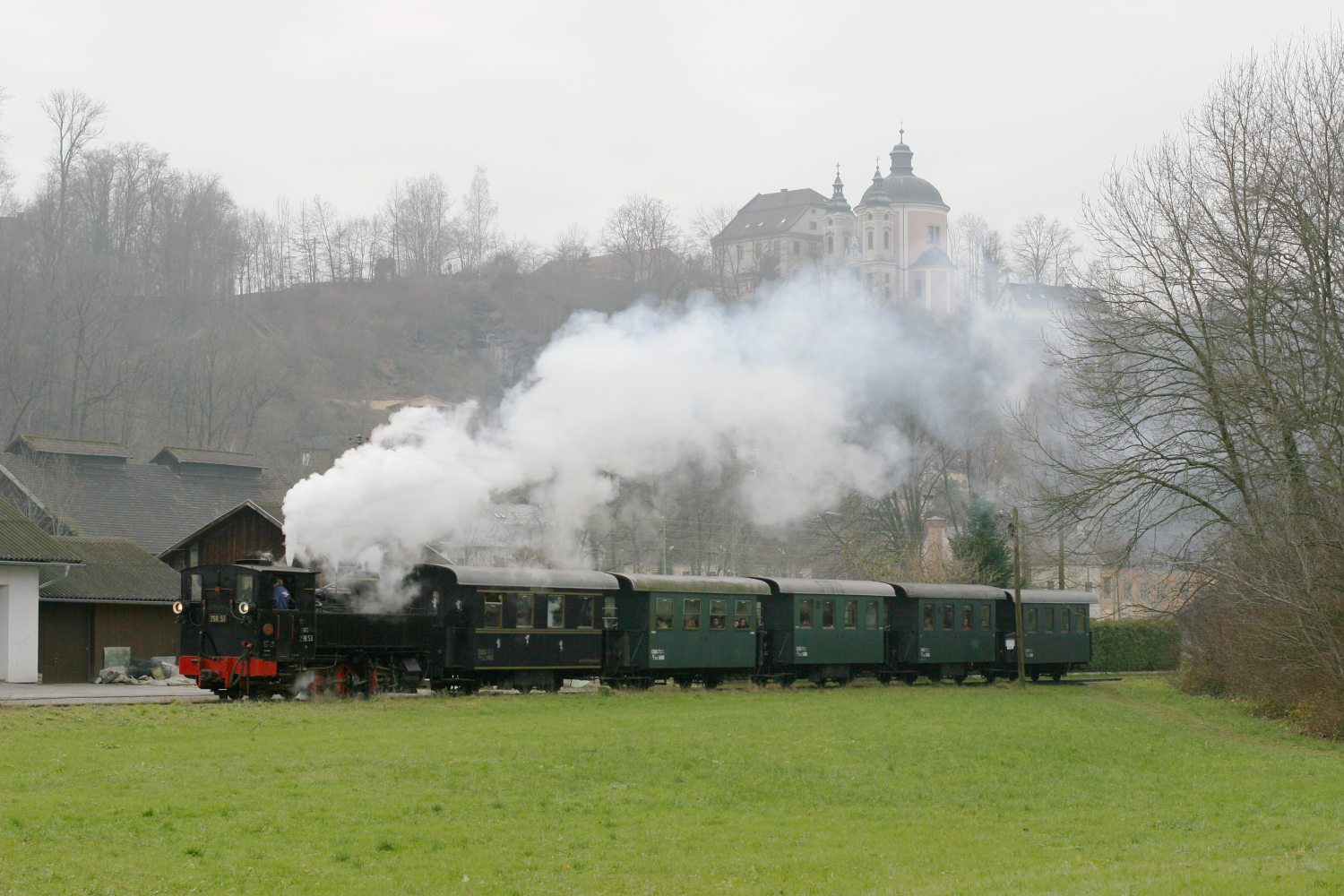
Zug in der Station Christkindl mit der gleichnamigen Wallfahrtskirche

Abgesehen von einigen Rückschlägen durch Hochwässer entwickelte sich der Betrieb der Steyrtalbahn positiv. Es konnte stets ein Betriebsüberschuss erwirtschaftet und sogar eine bescheidene Dividende ausbezahlt werden. Die Streckenausbauten wurden durch Kapitalerhöhungen finanziert. Als Großaktionäre traten das Land Oberösterreich, die Stadt Steyr, die Österreichische Waffenfabriks-Gesellschaft, die Sparkasse Steyr und schließlich auch der Staat (Kapitalerhöhung für den Abschnitt Agonitz–Klaus) in Erscheinung.
Im Ersten Weltkrieg kam es vor allem durch die Transporte zu und von den zwei Waffenfabriken bei Steyr Lokalbahn (damals: Steyrdörfl) und in Letten zu einem starken Verkehrsanstieg. Von 1916 bis 1918 wurde daher bis Letten ein provisorischer Rollbockbetrieb eingerichtet.

### Entwicklung bis 1945
Nach dem Ersten Weltkrieg begann für die Steyrtalbahn eine wirtschaftlich schwierige Zeit. Der Straßenverkehr wurde ein ernstzunehmender Konkurrent (Einrichtung von Autobuslinien Steyr–Bad Hall und Steyr–Grünburg). Vor allem auf der Flügelstrecke nach Bad Hall, wo ein Anschluss an die normalspurige Strecke nach Rohr (Kremstalbahn) bestand, wanderte ein Großteil der Fahrgäste zum Autobus ab. Alle Sanierungsbemühungen scheiterten, und so wurde der Betrieb 1931 von den Österreichischen Bundesbahnen (BBÖ) übernommen. Die Flügelstrecke nach Bad Hall blieb auch unter BBÖ-Betrieb ein unrentables Sorgenkind. Somit wurde am 1. August 1933 die Teilstrecke Sierning–Bad Hall stillgelegt und Anfang der 1940er Jahre zwecks Materialgewinnung abgetragen.
Durch den „Anschluss Österreichs“ an das Deutsche Reich ging der Betrieb der Steyrtalbahn an die Deutsche Reichsbahn (DR) über. 1940 wurde die Steyrtalbahn AG aufgelöst, die Bahnstrecken übernahm die DR, sie kamen damit nach 1945 zur ÖBB.

### Entwicklung nach 1945

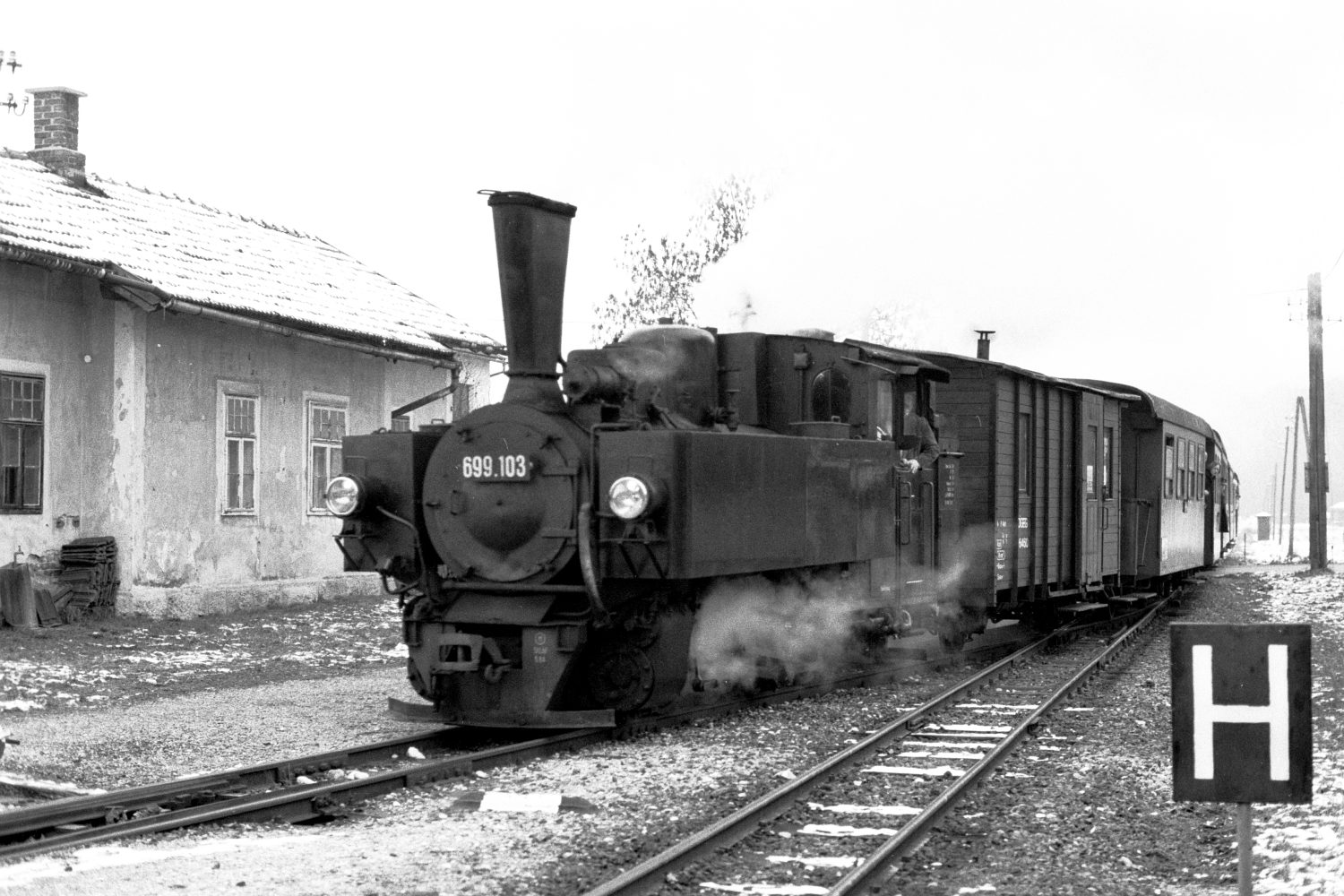
Die ehemalige Heeresfeldbahnlok 699.103 im Bahnhof Aschach an der Steyr

Die Steyrtalbahn überstand den Krieg zwar unbeschädigt, trotzdem wäre eine Sanierung (Verstärkung des Oberbaus) notwendig gewesen. Diese unterblieb aber, man musste zunächst Kriegsschäden an anderen Strecken ausbessern. Der leichte Oberbau verhinderte den Einsatz der neuen Schmalspur-Diesellok Reihe 2095 (Baujahre ab 1958), so dass die Strecke weiterhin ausschließlich mit Dampflokomotiven betrieben wurde.
Zur Kostensenkung wurde am 1. Jänner 1967 der Gesamtbetrieb auf dem Reststück der Flügelstrecke (Pergern–Sierning) eingestellt. Am 26. Mai 1968 wurde der Personenverkehr zwischen Klaus und Molln eingestellt und durch einen Schienenersatzverkehr mit Autobussen ersetzt.
Am 14. März 1980 wurde die Strecke zwischen Leonstein und Haunoldmühle durch einen Felssturz unterbrochen. Am nächsten Tag war die Strecke geräumt und der Betrieb wurde wieder aufgenommen. Zwei Wochen später kam allerdings eine Kommission zu dem Ergebnis, dass die Betriebssicherheit nicht gewährleistet sei, und sperrte die Strecke erneut. Dies wurde zum Anlass genommen, den Abschnitt Grünburg–Klaus komplett stillzulegen, obwohl ein Weiterbetrieb zumindest im Abschnitt Molln–Klaus möglich gewesen wäre.

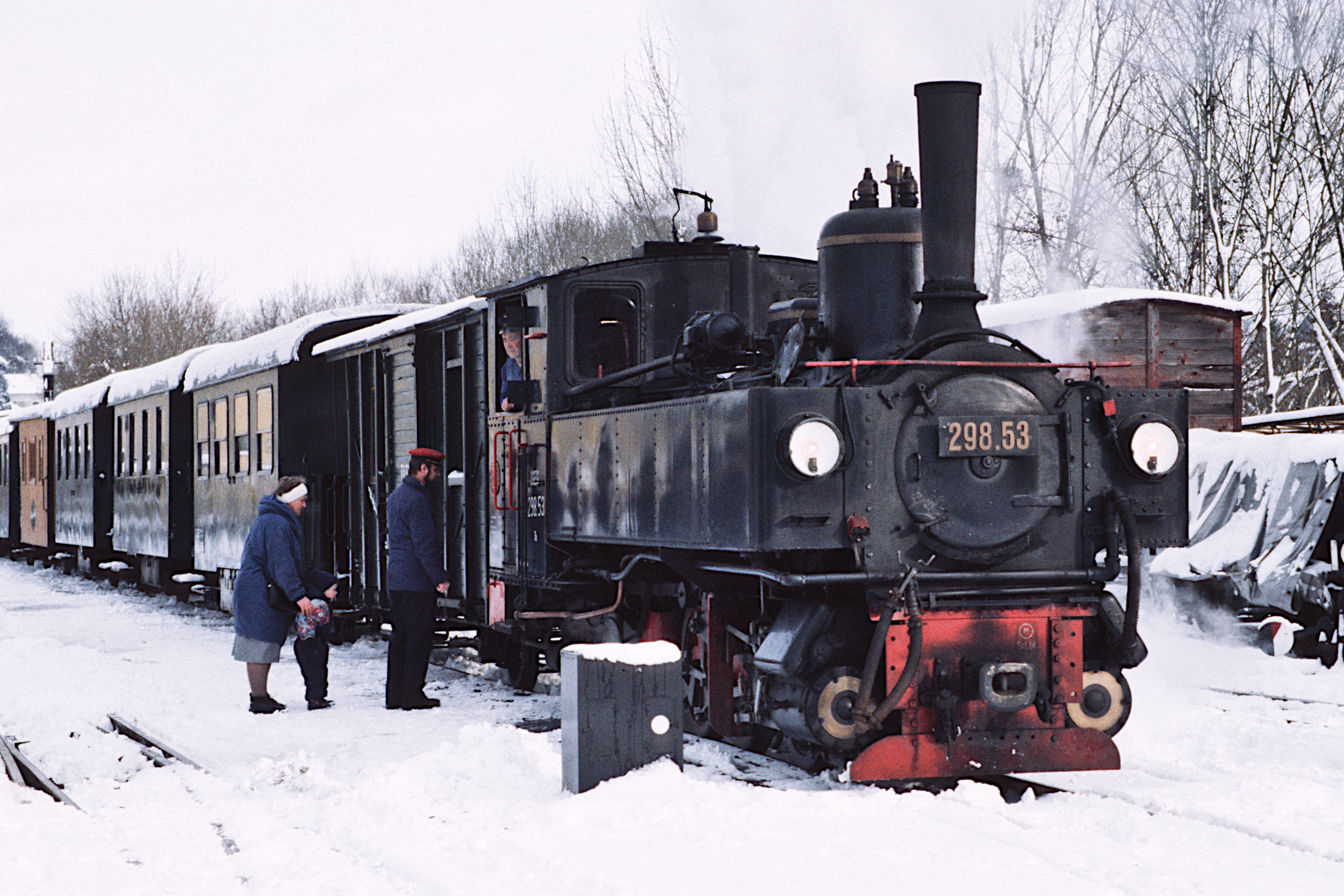
Winterbetrieb auf der Steyrtal-Museumsbahn im Bahnhof Grünburg

Zwei Jahre später, am 28. Februar 1982, wurde auch die Reststrecke Garsten–Grünburg eingestellt.

### Museumsbahn ab 1985

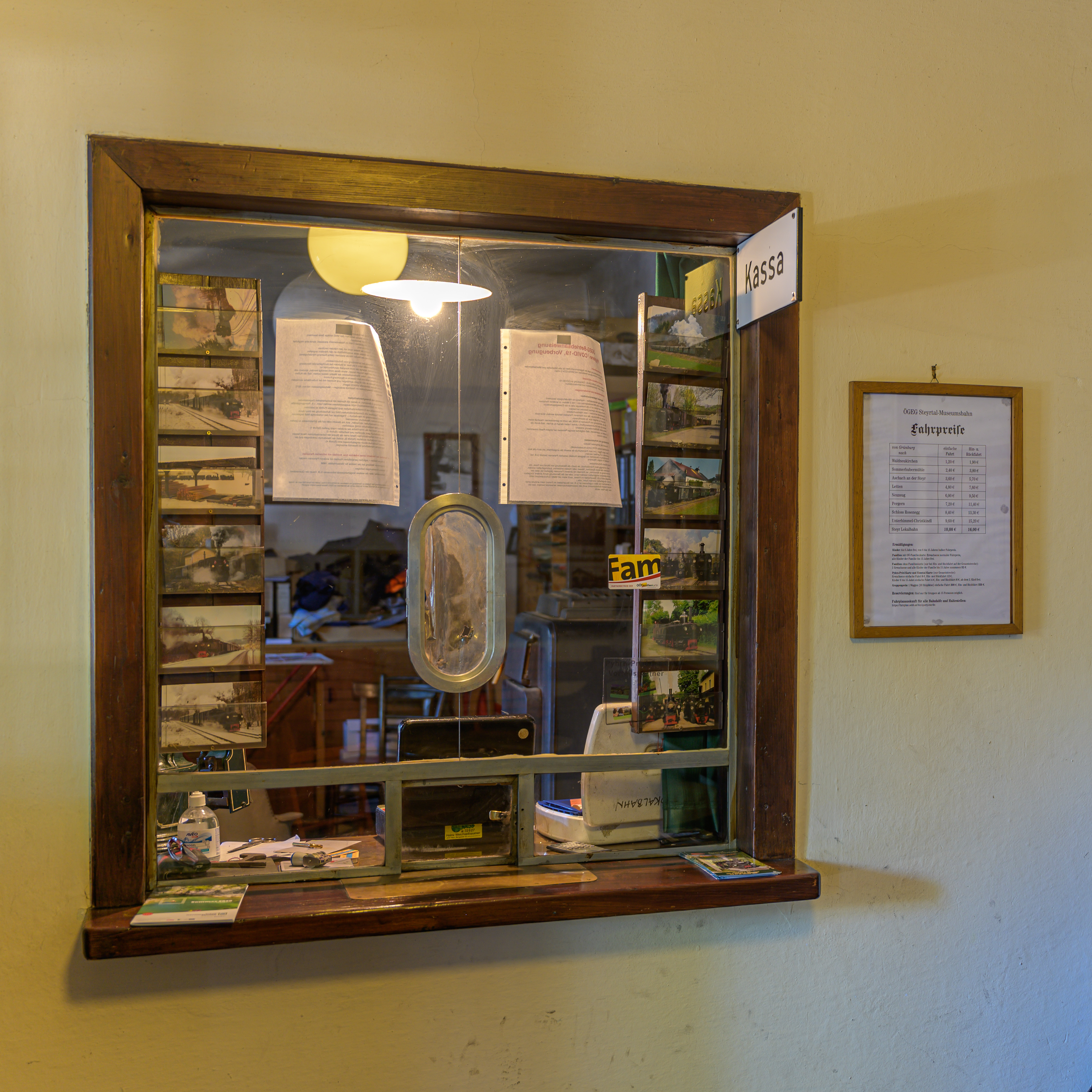
Fahrkartenschalter im Aufnahmsgebäude Grünburg

Die Österreichische Gesellschaft für Eisenbahngeschichte (ÖGEG) übernahm die Strecke Steyr Lokalbahn – Grünburg und betreibt sie seit 1985 als Museumsbahn mit Dampfzügen. Der Bahnhof Steyr Lokalbahn befindet sich heute an der Adresse Steyr, Redtenbachergasse 14, fußläufig gut 2 km vom Bahnhof Garsten entfernt.
Alle übrigen Gleisanlagen wurden abgetragen. Auf der Trasse Grünburg–Klaus wurde ein Radweg angelegt (Teil des Steyrtalradwegs). An die Zweigstrecke Pergern–Bad Hall erinnern vor allem die Widerlager der Steyrbrücke.
Museumsfahrbetrieb besteht nach einem Fahrplan am 1. Mai, im Juni und Juli an Sonntagen, im August und September an Samstagen und Sonntagen, am 26. Oktober, an den Adventwochenenden und um den Jahreswechsel. Daneben werden auf Bestellung Sonderzüge geführt. (Stand Juli 2022)
Die Museumsbahn bietet nach Maßgabe von Platz die kostenlose Mitnahme von Fahrrädern an. So können Mitfahrende nach der Bahnfahrt auch noch via Steyrtalradweg 21 km nach Klaus radeln und damit den Großteil des Rests der ehemaligen Bahntrasse bis zum damaligen Endpunkt in Klaus befahren.

### Chronologie
Eröffnung:
- 20. August 1889 Garsten–Grünburg[Anm. 1]
- 19. November 1890 Grünburg–Agonitz[Anm. 1]
- 02. Dezember 1891 Pergern–Bad Hall[Anm. 1]
- 26. Oktober 1909 Agonitz–Klaus

Stilllegung:
- 01. August 1933 Sierning–Bad Hall
- 01. Jänner 1967 Pergern–Sierning
- 26. Mai 1968 Molln–Klaus (Personenverkehr)
- 29. März 1980 Molln–Klaus (Gesamtverkehr)
- 29. März 1980 Grünburg–Molln
- 01. März 1982 Garsten–Grünburg

Museumsbahn (kein Linienbetrieb):
- 1985: Steyr Lokalbahnhof – Grünburg

## Fahrzeuge
→ siehe Hauptartikel Steyrtalbahn 1–6

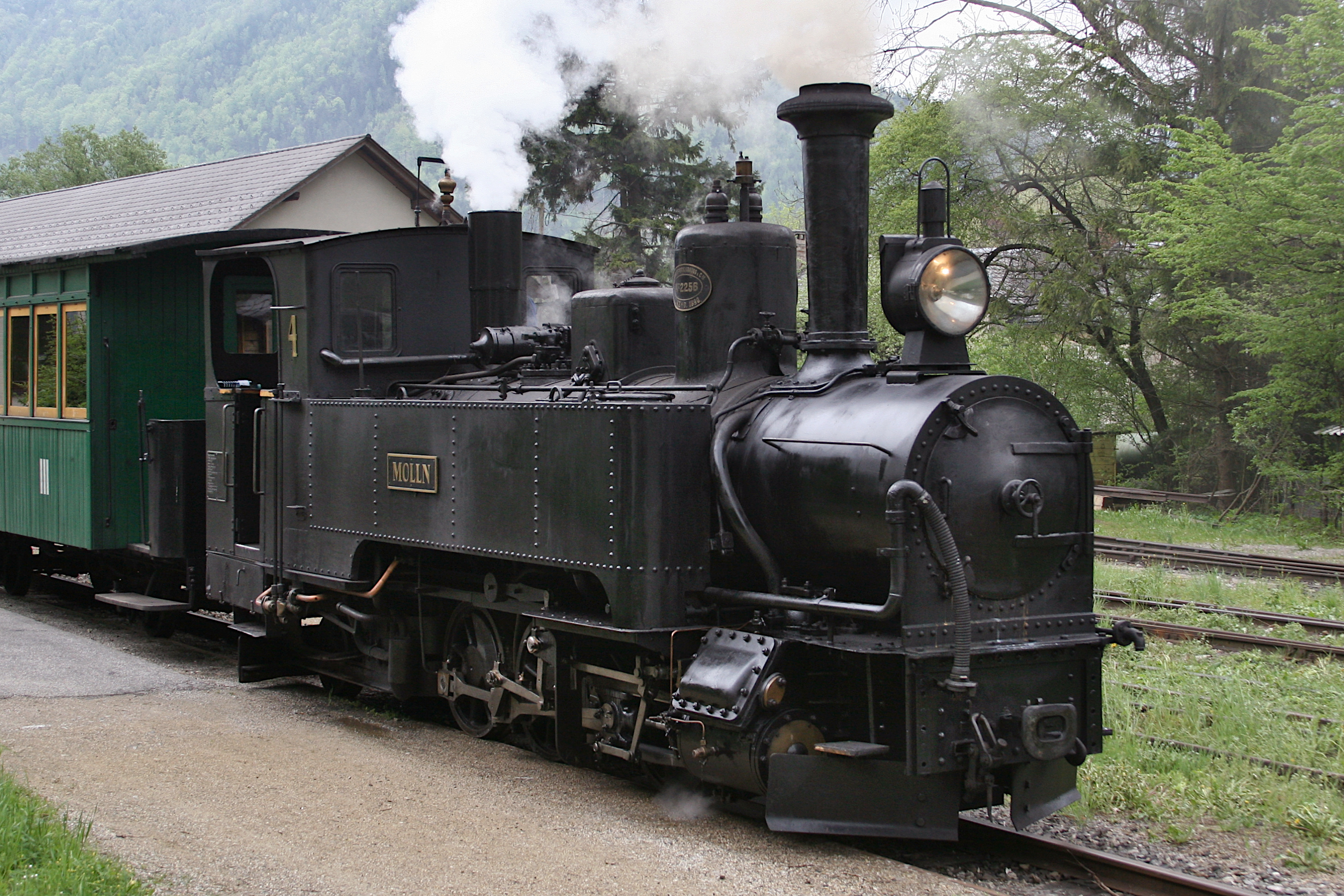
Steyrtalbahn Nr. 4 "Molln" (1890)

Die Steyrtalbahn AG bestellte 1888 bei der Lokomotivfabrik Krauss & Comp. in Linz an der Donau drei C´1-gekuppelte Nassdampf-Tenderlokomotiven. Die von Krauss entwickelte, kurvengängige Type mit Krauss-Helmholtz-Gestell erwies sich als derart gelungen, dass bereits 1890 und 1891 je ein weiteres Exemplar ins Steyrtal sowie gleichartige Lokomotiven an die Salzkammergut-Lokalbahn und die Lokalbahn Mori-Arco-Riva geliefert wurden. Die Steyrtal-Type wurde zum konstruktiven Vorbild für die meistgebaute altösterreichische Schmalspurlok, der Type U. Diese übernahm Triebwerk sowie Fahrgestell unverändert. 1914 folgte mit der Nr. 6 "Klaus" nochmals ein bereits weitgehend an die Reihe U angeglichenes Exemplar.
Die von der Grazer Waggonfabrik gelieferten Personenwagen wurden zum Vorbild für die ab 1891 gebauten Achtfensterwagen.
Als technische Besonderheit der Steyrtalbahn-Fahrzeuge darf der in Österreich-Ungarn einmalige Einsatz der mittels Seilzug betätigten Heberleinbremse nach sächsischen Vorbildern gelten. Erst die Österreichischen Bundesbahnen führten die Hardy-Vakuumbremse ein, ein zuvor eingesetztes Exemplar der Reihe U musste eigens mit den Schnurrollen der Heberleinbremse ausgestattet werden.